# CapitalG
CapitalG (ранее Google Capital) — частная инвестиционная компания Alphabet Inc.
Основана в 2013 году, ориентируется на более крупные технологические компании, находящиеся на стадии роста и инвестирует в Google с целью получения прибыли, а не стратегических целей. В дополнение к капитальным вложениям подход CapitalG включает в себя предоставление портфельным компаниям доступа к людям, знаниям и культуре Google для поддержки роста компаний и предоставления им рекомендаций.